# 리나 (가수)
리나(영어: Rina, 본명: 강소은 , 본명 한자: 姜昭恩, 2001년 9월 27일~)는 대한민국의 여자 가수이다. 대한민국 걸 그룹 위키미키의 이전 구성원이다.

## 이력
서울에서 출생하여 지난날 한때 경상북도 포항을 거쳐 대구에서 잠시 유유아기를 보낸 적이 있으며 2016년 뮤지컬배우 첫 데뷔하였고 1년 후 2017년 8월 8일을 기하여 김도연, 최유정 등을 주축으로 하는 판타지오의 8인조 걸 그룹 "위키미키"를 통하여 가수 데뷔하였다.

## 학력
- 서울화곡초등학교 (졸업)
- 신화중학교 (졸업)
- 서울공연예술고등학교 실용음악과 (졸업)

## 출연작

### 뮤지컬
- 2016년 《피터 팬》

### 텔레비전 프로그램
- 2016년 JTBC 《청춘시대》
- 2017년 아리랑 TV 《After School Club》